# Neacomys vargasllosai
Neacomys vargasllosai — це вид ссавців з родини хом'якових (Cricetidae). Мешкає в Болівії та Перу. Він має темно-коричневу спину, жовтувато-помаранчеві боки та блідо-білий живіт. Вид був названий на честь перуанського письменника Маріо Варгаса Льоси.